# Алісов Борис Павлович
Борис Павлович А́лісов (5 серпня 1891, Малоархангельськ, Орловська губернія — 26 листопада 1972 Москва) — радянський кліматолог, доктор географічних наук, професор Московського державного університету.

## Біографія
Народився Борис Павлович в родині дрібномаєтних дворян Орловської губернії Російської імперії. Навчався в Курській гімназії. Старший брат Бориса Павловича, Сергій Павлович Алісов (1881—1949) — лікар, художник і скульптор (емігрував з Росії під час громадянської війни). Його скульптури прикрашали свого часу будівлю міністерства оборони в Белграді. Коли Борису Павловичу було 14-років, Сергій Павлович брав його з собою в Середню Азію на ліквідацію епідемії холери. 1911 року Алісов вступив на фізико-математичний факультет Московського університету. 1915 року пішов на фронт і брав участь у першій світовій війні. Наприкінці 1917 року, після Жовтневого заколоту, був арештований і просидів місяць у в'язниці. Згодом в офіційних документах він волів не згадував цей факт власної біографії, як і дворянське походження. З 1917 по 1921 роки служив кухарем в лавах Червоної армії.
1921 року повернувся до наукової діяльності, зайнявся метеорологією. Наукову діяльність розпочав з вивчення кліматичних умов курортів Північного Кавказу, організувавши в Кисловодську опорну актинометричну станцію. 1924 року опублікував перші власні наукові роботи. 1931 року переїхав до Москви, де до 1941 року працював у Державному геофізичному інституті. 1933 році почав педагогічну діяльність у Московському гідрометеорологічному інституті, де заклав основи викладання кліматології. У 1938 році був призначений завідувачем кафедрою кліматології. 1936 року отримав ступінь кандидата географічних наук, захистивши дисертацію на тему «Динаміко-кліматологічний аналіз у застосуванні до задач приватної кліматології». 1941 року захистив докторську дисертацію на тему «Генетична класифікація кліматів» на географічному факультеті Московського державного університету. У листопаді 1941 року перейшов до Московського університету на посаду професора кафедри загальної фізичної географії географічного факультету. З 1944 по 1958 рік — завідувач кафедри метеорології і кліматології географічного факультету МДУ.

## Наукові праці
Основні праці Алісова Бориса Павловича присвячені географічним аспектам кліматології, в тому числі генетичній класифікації кліматів земної кулі і кліматичному районуванню. 1936 року Борис Павлович запропонував принципово нову (генетичну) класифікацію кліматів Землі, засновану не на характеристиках кліматичних елементів (температура, вологість, радіаційний фон, швидкість вітру, кількість опадів, випаровування), а на глобальній динаміці повітряних мас. Виходячи з існування чотирьох основних географічних типів повітряних мас, Алісов виділив аналогічну кількість основних і три проміжних кліматичних пояси.
Основні та проміжні пояси:
- полярний пояс;
- субполярний пояс;
- помірний пояс;
- субтропічний пояс;
- тропічний пояс;
- субекваторіальний;
- екваторіальний пояс.

У кожному з типів клімату виділяють континентальний і морський підтипи. Виконане на основі цієї класифікації районування території колишнього СРСР та інших регіонів Землі має важливу гносеологічну і прогностичну цінність. Сучасні школярі та студенти-географи в Україні вивчають кліматологію за типологією професора Алісова.
Алісов упроваджував у кліматологію методи розрахунку теплового і водного балансів. Він вважав що це піднімає кліматологію на новий щабель і зміцнює фізичну базу мікрокліматології. Займаючись розробкою методики кліматологічного аналізу для пізнання клімату окремих територій, визначав клімат як «багаторічний режим погоди», кожній території властивий свій тип погоди, так як кількісні характеристики кожного типу пов'язані з приходом сонячної радіації, умовами атмосферної циркуляції (перенесенням і трансформацією повітряних мас) та фізичними властивостями підстильної поверхні. Аналіз повторюваності і зміни цих типів разом зі статистикою характерних для них режимів метеорологічних елементів Алісов назвав «географією погоди».
Основні праці:
- Алисов Б. П. Климатические области и районы СССР. — М. : Географгиз, 1947. — 12 с.(рос.) [5]
- Алисов Б. П. Климатические области зарубежных стран. — М. : Географгиз, 1950. — 352 с.(рос.)
- Алисов Б. П., Берлин И. А., Михель В. М. Курс климатологии: в 3-х тт / под. ред. Е. С. Рубинштейн. — Л. : Гидрометеоиздат, 1952—1954.(рос.)
- Алисов Б. П. Климат СССР: учебное пособие для ВУЗов. — М. : Изд-во МГУ, 1956. (рос.)
- Алисов Б. П., Полтораус Б. В. Климатология : учебник для ВУЗов. — М. : Изд-во МГУ, 1962. — 228 с.(рос.)
- Алисов Б. П. Климатические пояса и области : карта масштаба 1:80 000 000. — М. :  ГУГК СССР, 1964.(рос.)
- Алисов Б. П., Полтораус Б. В. Климатология : учебник для ВУЗов. — М. : Изд-во МГУ, 1974. — 300 с.(рос.)

## Нагороди і відзнаки
- 1954 — орден Леніна[3].
- 1961 — заслужений діяч науки РРФСР[3].
- 1962 — почесний член московської філії Всесоюзного географічного товариства[1].